# استیو پمبرتون
استیو پمبرتون (انگلیسی: Steve Pemberton؛ زادهٔ ۱ سپتامبر ۱۹۶۷) یک نویسنده و کمدین اهل بریتانیا است. وی از سال ۱۹۹۵ میلادی تاکنون مشغول فعالیت بوده‌است.
از فیلم‌ها یا برنامه‌های تلویزیونی که وی در آن نقش داشته است، می‌توان به آخرالزمان انجمن مردان، به سیم آخر زدن تری پرچت، چرچیل: سال‌های هالیوود و افسانه‌های واهی اشاره کرد.